# スマーナ (テネシー州)

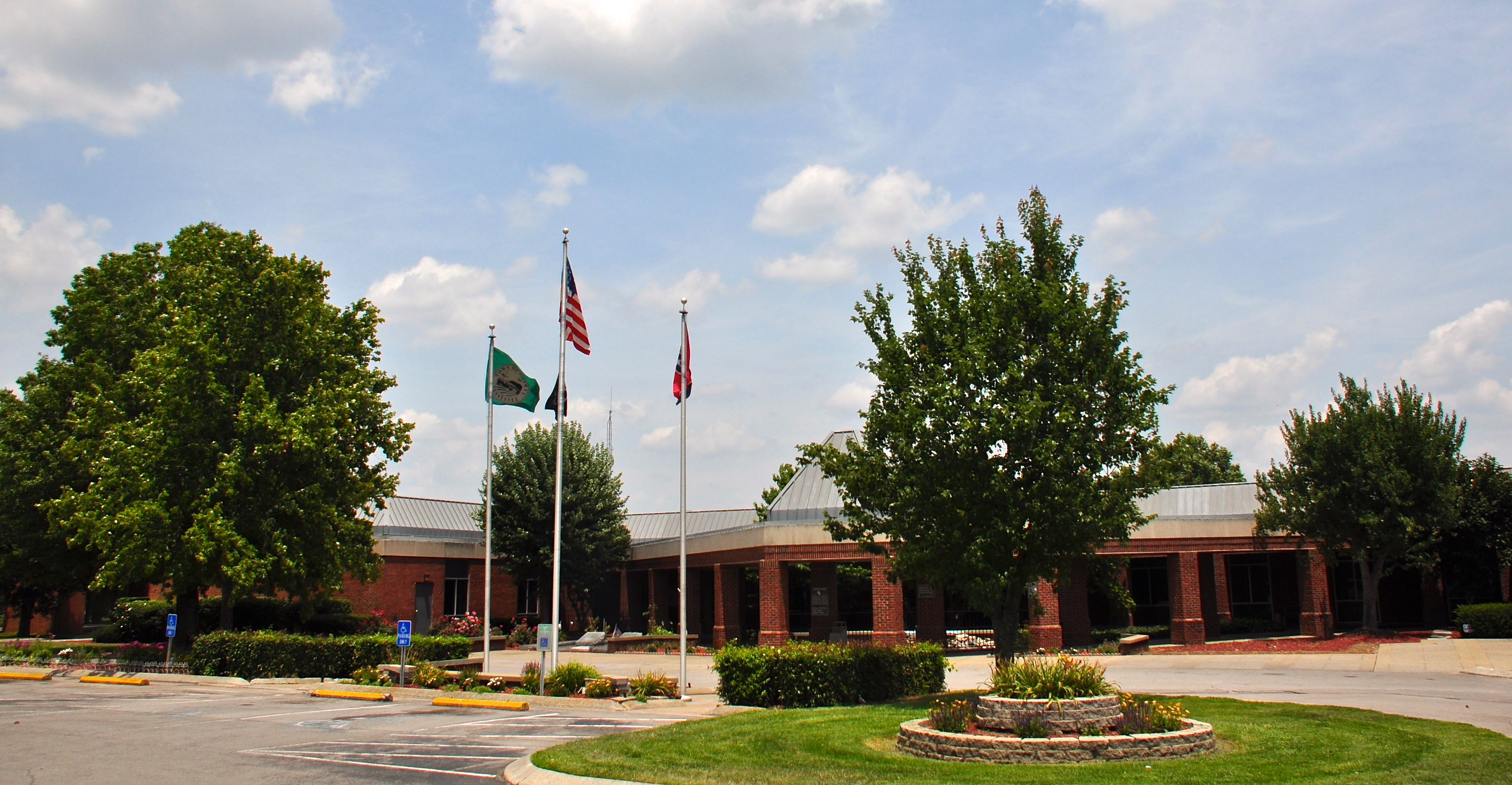
タウンホール

スマーナ（Smyrna）は、アメリカ合衆国テネシー州のラザフォード郡にある町。人口は5万3070人（2020年） で、町としては州内最多である。州都ナッシュビルの南東40キロメートルに位置している。

## 地理
北緯35度58分46秒 西経86度31分16秒 / 北緯35.97944度 西経86.52111度 (35.979574, -86.521108)に位置している。
アメリカ合衆国国勢調査局によると総面積23.0平方マイル (60 km2)、うち22.8平方マイル (59 km2)が土地で0.1平方マイル (0.26 km2) (0.61%)が水域である。

## 歴史
19世紀初頭、農業のコミュニティから始まった。南北戦争ではナッシュビルとチャタヌーガを結ぶ鉄道の駅があったことから重要な拠点となっていた。アメリカ連合国の英雄でありこの町出身のサム・デイヴィスはスパイ容疑で逮捕されたが、北軍に情報を与えず自身の人生を犠牲にした。1863年11月20日に逮捕され、11月27日に北軍兵士により絞首刑とされた。160エーカー (0.65 km2)のサム・デイヴィス・プランテーションはよく手入れの行き届いた農場で、現在も町の最も重要な歴史的地域である。
1869年に自治体化されたが、数年後州により取り消された。1915年、再度自治体化され、市政と市長が設置された。
1941年、B-24の上級トレーニング施設を備えたスワート空軍基地が設立された。1950年代から1960年代の間、軍人とその家族、計10,000名以上がこの基地に駐在していた。その後1971年に閉鎖する予定となった。ほとんどの施設はテネシー州、ラザーフォード郡、ナッシュビル都市圏空港当局で分割された。テネシー州が請け負った施設はテネシー国家陸上警備隊基地として、土地はテネシー・リハビリテーション・センターとして発展された。1990年、他の土地の多くはラザーフォード郡スマーナ空港当局となった。
1970年代、多くの新しい産業が進出し、ベター・ビルト・アルミニウム、カンバーランド・スワン、スクエアDなど様々な企業が成長し始めた。1980年代初頭、日産自動車の工場建設の計画が始まり、1983年から製造が始まった。日産の工場は5,200,000 sq ft (480,000 m2)で現在約6,000名の雇用があり、年500,000台を製造可能である。2012年から電気自動車の日産・リーフの製造拠点となった。
2000年3月14日、市政および市長に新しい制度が設けられ、現在政府からの市政代行官により行政されている。

## 経済
リージョンズエア(旧コーポレイト・エアライン)とキャピトル・エアはスマーナに本部を置いている。また日産のリーフの製造も行なわれている。日産のスマーナ工場の製造目標は年間150,000台および電気自動車のバッテリー200,000台である。

## 教育
ラザーフォード郡校区により教育が施される。

## 主要施設
- 日産工場
- サム・デイヴィス生家
- スマーナ空港/スワート空軍基地

## 主な姉妹都市
日本国神奈川県座間市
1991年3月姉妹都市提携

## 著名な出身者
- ベン・H・ギル - 1909年スマーナ生まれ。テキサス州の元アメリカ合衆国下院議員。
- ジャレン・ラムジー - NFL選手